# Conan Meriadec

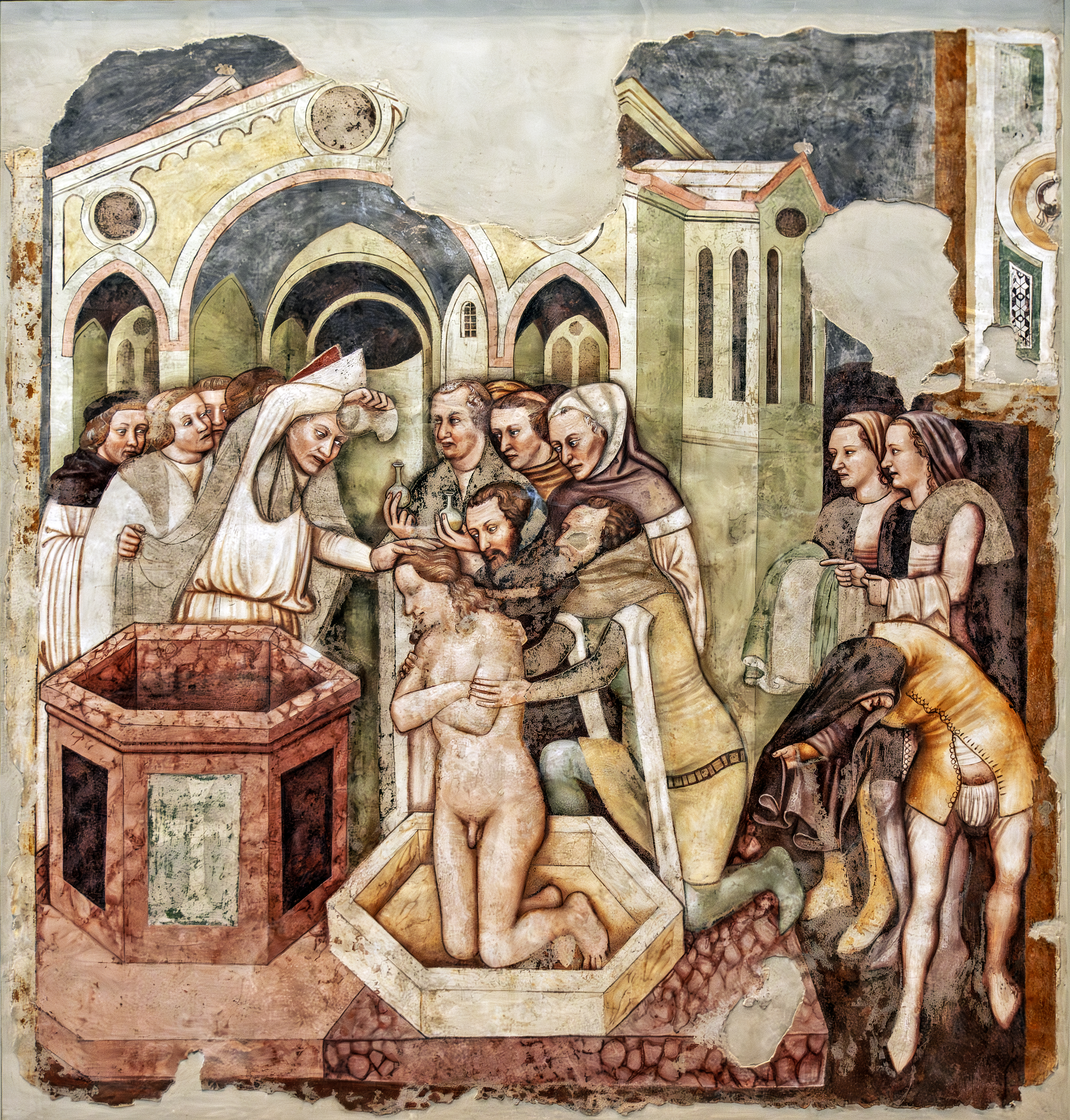
Conan Meriadec.

Conan Meriadoc ( /ˈkoʊnən/ ; en galés: Cynan Meiriadog  ; en bretón: Konan Meriadeg) fue un legendario líder celta británico al que se le atribuye la creación de Bretaña. Sobre su vida circularon diferentes versiones tanto en Bretaña como en Gran Bretaña desde al menos principios del siglo XII, suplantando leyendas anteriores. Su historia se conoce en dos versiones principales, la del texto galés conocido como El sueño de Macsen Wledig, y la que aparecen en la Historia Regum Britanniae de Geoffrey de Monmouth . Ambos textos lo asocian con Magno Maximo (Macsen Wledic, 383 y 388), un usurpador romano contra la dinastía Valentiniana al que se considera responsable del abandono de Gran Bretaña al partir con sus legiones para reclamar el trono imperial. Se dice que la prima o hermana de Conan, Elena de Caernarfon, era esposa de Macsen Wledic.

## Evidencia temprana
La evidencia indiscutible más antigua que conecta a Conan con la fundación de Bretaña aparece en la Vida de Saint Gurthiern, incluida en el Cartulario de Kemperle compilado entre 1118 y 1127.  Este texto traza la ascendencia de Gurthiern hasta Beli Mawr, hijo de Outham Senis (Outham el Viejo), figura conocida en fuentes posteriores como Eudaf Hen y Octavius. A Outham se le atribuye otro hijo, Kenan (antigua ortografía galesa de Conan), del que se dice fue el fundador de Bretaña.   Esto indica que la historia de Conan se conocía en Bretaña desde una fecha relativamente temprana, pero ciertas pruebas sugieren que fue importada de Gales. El compilador del texto, Gurheden, dice que su fuente de información fue un tal "Iutael hijo de Aidan"; mientras que Iuthael es un nombre britano conocido en Gales y Bretaña, así como en Devon y Cornualles, el gaélico Aidan sólo aparece en Gales. Además, la genealogía de Gurthiern se corresponde con la ascendencia atribuida en otros lugares al santo galés Cadoc, lo que sugiere además un origen galés. 
Conan Meriadoc también aparece en el prólogo de la Vida latina de San Goeznovio, aunque la fecha de este texto es controvertida. El prólogo, la única parte superviviente de la obra, se conserva en una copia del historiador francés Pierre Le Baud (fallecido en 1505), pero contiene un pasaje que afirma haber sido escrito originalmente en 1019 por un tal Guillaume, sirviente del obispo Eudo. Esta fecha ha sido defendida por Gwenaël Leduc y Léon Fleuriot. Sin embargo, Hubert Guillotel ha argumentado que el texto data de mediados del siglo XII.
Hay pruebas de que Conan Meriadoc es mencionado en la tradición profética britana como un salvador que regresaría para liderar a su pueblo. Un tal Cynan aparece en varios poemas proféticos, sobre todo en Armes Prydein, donde se le nombra junto a Cadwaladr como una figura cuyo regreso se promete.  Geoffrey de Monmouth, cuyo conocimiento de esta tradición se evidencia tanto en la Historia Regum Britanniae como en la Vita Merlini, identificó específicamente a este Cynan con Conan Meriadoc. Rachel Bromwich sugiere que Geoffrey toma como punto de partido una tradición anterior que identificaba al fundador de Bretaña con el profético Cynan, y sostiene que esta identificación ya proviene del Armes Prydein. En el momento en que se compuso Armes Prydein, la nobleza bretona, encabezada por Alano II, había forjado una alianza con Æthelstan de Inglaterra, para frenar  los ataques vikingos en su territorio. Hywel Dda, entonces gobernante de la mayor parte de Gales, también había establecido un pacto similar con el monarca inglés. Pese a esto, el poeta se refiere repetidamente a los hombres de Llydaw (Bretaña) como parte de su profetizada unión pancelta que expulsará a los anglosajones para siempre. Bromwich lee la línea "A chymot Cynan gan y gilyd" ("habrá concordia entre Cynan y sus compañeros") como referencia a la reunión de los bretones y su líder Conan Meriadoc con sus compañeros británicos. 

## Geoffrey y elsueño de Macsen

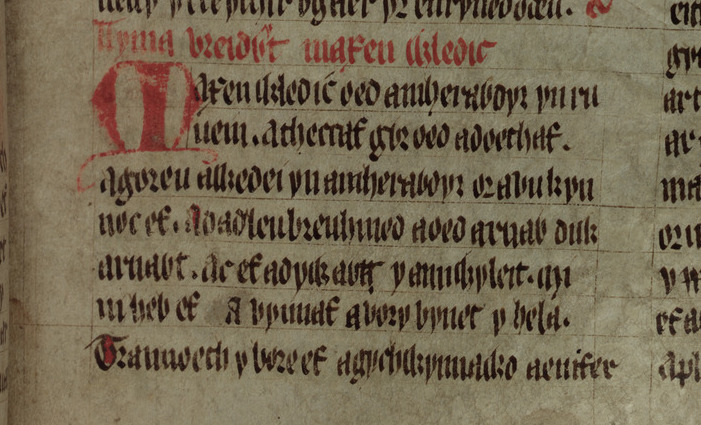
Uno de los cuentos de Mabinogi : El sueño de Macsen Wledig ; Primeras líneas del Libro Rojo de Hergest :
Maxen wledig oedd amherawdr yn Rhufain, un thecaf que se convirtió en un doethaf.

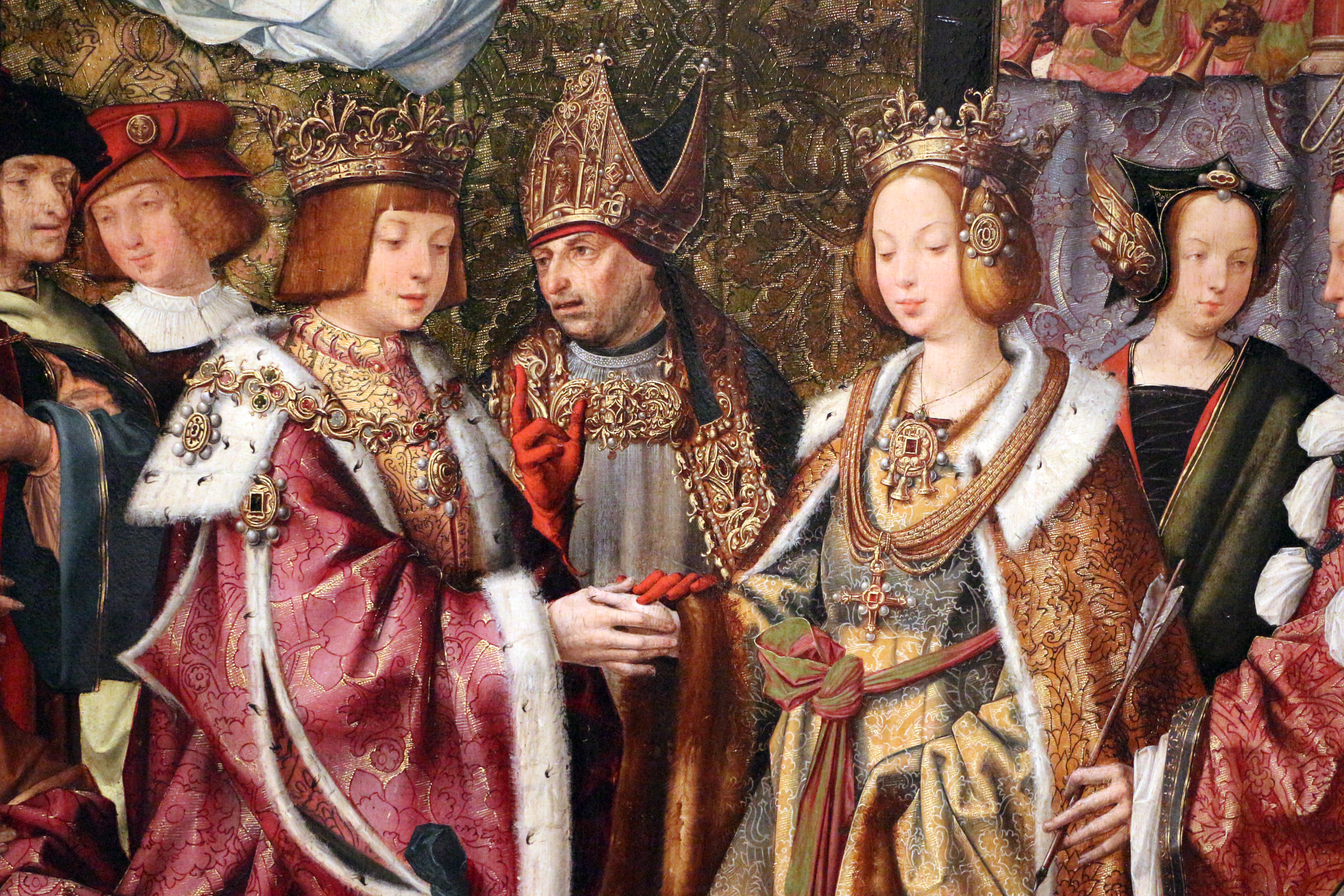
Detalle del Retablo de Santa Auta (Lisboa, 1522-1525), que representa el matrimonio de Conan y Santa Úrsula

La historia de Conan está atestiguada en varias fuentes medievales, destacando las versiones incluidas en Historia Regum Britanniae de Geoffrey de Monmouth y el cuento galés conocido como El sueño de Macsen Wledig. Ambos vinculan a Conan y la fundación de Bretaña con el usurpador romano Magno Maximo, aunque muy embellecido. En Geoffrey, Conan es el sobrino de Octavio, rey de los britanos (el galés Eudaf Hen ), y potencial heredero al trono. Cuando se le ofrece el trono imperial a "Maximianus", la versión de Geoffrey de Magnus Maximus, Conan se opone, aunque ambos se reconcilian después del matrimonio de Maximianus con la hija de Octavius. Más tarde, Maximiano se pone al frente de los ejércitos británicos para marchar sobre Roma, conquistando Armórica durante el trayecto y estableciendo a Conan como rey con instrucciones de fundar "otra Gran Bretaña". Conan cumple con su misión, repeliendo ataques de galos y aquitanos, y pide esposas británicas para sus hombres al regente de Maximiano, Dionoto, de cuya hija, Santa Úrsula, se decía que estaba "muy apasionadamente enamorado", como se refleja en sus leyendas. A la muerte de Maximiano, sus tropas derrotadas se refugian en Armórica y se unen al asentamiento de Conan. 
La versión de la historia dada en El sueño de Macsen Wledig difiere del relato de Historia. Aunque el texto es posterior a Geoffrey, contiene material anterior. En El sueño, Conan es hijo de Eudaf Hen (el Octavius de Geoffrey) y hermano de Santa Elena. Maxen Wledig (Magnus Maximus) aparece retratado como el legítimo emperador romano en lugar de un usurpador y tiene una visión onírica de Elena y su reino, partiendo en su buscas y desposándola. En esta versión, Conan y su hermano Afaon se convierten inmediatamente en socios leales de Maxen y lo apoyan en sus pretensiones imperiales. Por este servicio, el agradecido Macsen le da permiso a Conan para liderar su ejército y conquistar cualquier reino que desee. Conan conquista Armórica, donde mata a todos los hombres y los reemplaza con sus propios soldados; a continuación, corta la lengua de todas las mujeres, para que su habla no corrompa la de los britanos. Una etimología fantasiosa conecta este evento con el nombre galés de Bretaña, Llydaw, supuestamente del galés lled-taw o "medio silencioso".  

## Acontecimientos posteriores
La historia de Conan se convirtió en el mito fundacional de los bretones durante cientos de años., Tradiciones anteriores de la fundación del asentamiento britano en Armórica pueden encontrarse en De Excidio et Conquestu Britanniae de Gildas y en las hagiografías de varios santos sobre todo en las historias de los llamados Siete Santos Fundadores de Bretaña, que fueron relegadas tras la difusión de la leyenda de Conan.
Siguiendo la huella dejada por Geoffrey y El sueño de Macsen, Conan aparece posteriormente como figura fundadora de varias genealogías de familias aristocráticas bretonas. Es venerado como antepasado de los Rohan, según la Vida de San Meriadoc, cuyo protagonista se dice descendiente suyo.  Meriadoc aparece en una de las genealogías del Jesus College MS 20, que traza la descendencia de Geraint mab Erbin, rey de Dumnonia en elWest Country, hasta Cynan map Eudaf Hen.  En el libro de milagros córnico Beunans Meriasek, Conan es pariente de San Meriasek que intenta (sin éxito) disuadir al santo de seguir una vida religiosa. 
En el siglo XV, los bretones utilizaron la historia de Conan tal como aparece en la Vida de San Meriadoc para tratar de afirmar la precedencia de la aristocracia bretona sobre los reyes de Francia.  Sin embargo, a partir de la Unión de Bretaña y Francia en 1532, la popularidad de la leyenda entró en un declive paulatina. No obstante, aún en el siglo XVII los Rohan utilizaron su supuesta ascendencia de Conan Meriadoc para buscar el estatus de "príncipes extranjeros" en la corte francesa. El rey Luis XIV reconoció su linaje, pero negó su condición de extranjeros. A partir de mediados del siglo XVIII, los historiadores bretones intentaron demostrar la existencia histórica de Conan, aunque ahora se le considera una figura mítica.